# Mitsugu Nomura
Mitsugu Nomura (野村 貢, Nomura Mitsugu, Muroran, 21 november 1956) is een Japans voormalig voetballer die als verdediger speelde.

## Clubcarrière
In 1975 ging Nomura naar de Sapporo University, waar hij in het schoolteam voetbalde. Nadat hij in 1979 afstudeerde, ging Nomura spelen voor Fujita Industries. Met deze club werd hij in 1979 en 1981 kampioen van Japan. Nomura veroverde er in 1979 de Beker van de keizer. In 10 jaar speelde hij er 150 competitiewedstrijden en scoorde 4 goals. Nomura beëindigde zijn spelersloopbaan in 1989.

## Japans voetbalelftal
Mitsugu Nomura debuteerde in 1981 in het Japans nationaal elftal en speelde 12 interlands.

## Statistieken
| Japans voetbalelftal | Japans voetbalelftal | Japans voetbalelftal |
| Jaar                 | Wed.                 | Dlp.                 |
| -------------------- | -------------------- | -------------------- |
| 1981                 | 8                    | 0                    |
| 1982                 | 4                    | 0                    |
| Totaal               | 12                   | 0                    |